# Michał de Aozaraza
Michał de Aozaraza (ur. 7 lutego 1598 w Oñati w Hiszpanii; zm. 29 września 1637 Nishizaka w Nagasaki w Japonii) – święty Kościoła katolickiego, hiszpański dominikanin, misjonarz na Dalekim Wschodzie, męczennik.

## Życiorys
W wieku 17 lat wstąpił do zakonu dominikanów w Vitoria. Jeszcze przed otrzymaniem święceń kapłańskich odczuwał pragnienie wyjazdu na misje na Daleki Wschód. Udało mu się je zrealizować dopiero po wielu latach – 24 czerwca 1634 r. przybył z grupą misjonarzy do Manili. Tam najpierw skierowano go do pracy w prowincji Bataan.
Następnie został wysłany z dominikanami Antonim Gonzalezem, Wilhelmem Courtet, Wincentym od Krzyża Shiwozuka oraz dwoma świeckimi na misje do Japonii, w której w tym czasie trwały prześladowani chrześcijan. Na Okinawę przybyli oni w końcu czerwca 1635 r. Środki ostrożności, jakie podjęli przybysze okazały się niewystarczające i krótko po dotarciu do Japonii zostali on schwytani. Przez ponad rok byli uwięzieni na Okinawie. W dniu 13 września 1637 Michała de Aozaraza, Wilhelma Courtet i Wincentego od Krzyża Shiwozuka w klatkach zabrano do Nagasaki. Został poddany torturom w celu skłonienia do wyrzeczenia się wiary. Prześladowcom nie udało się jednak go do tego skłonić, jak również obietnicami pieniędzy i zaszczytów. Widząc, że to wszystko jest daremne, sędziowie skazali go na śmierć 27 września 1637 r. Został zabrany razem z innymi chrześcijanami na wzgórze Nishizaka w Nagasaki, gdzie zastosowano wobec niego tsurushi. Ponieważ przez długi czas pozostawał przy życiu, jeden z oprawców uderzył go śmiertelnie mieczem 29 września 1637 r. Jego ciało zostało spalone, a prochy wrzucono do morza.
Został beatyfikowany przez Jana Pawła II 18 lutego 1981 r. w Manila na Filipinach w grupie Dominika Ibáñez de Erquicia i towarzyszy. Tę samą grupę męczenników kanonizował Jan Paweł II 18 października 1987 r.